# Regina Zielinski
Regina Zielinski (* 2. September 1924 in Siedliszcze, Polen als Regina Feldmann; † 12. September 2014) erreichte mit weiteren 800 jüdischen Personen am 20. Dezember 1942 das Vernichtungslager Sobibor mit einem Pferdetransport, der aus dem Arbeitslager Staw-Nowosiólki in der Nähe von Chełm kam. Sie war eine der wenigen überlebenden Frauen des Vernichtungslagers.

## Lager und Flucht
Regina Zielinski-Feldman wurde mit einigen jungen jüdischen Frauen als Arbeitshäftling zum Stricken von Socken im Lager ausgewählt. Sie kam später in die Wäschesortierbaracke und war ferner zum Säubern von Beutemunition eingesetzt und arbeitete zuletzt vor dem Aufstand von Sobibór als Näherin.
Sie wurde von SS-Oberscharführer Gustav Franz Wagner, dem Kommandanten des Lagers III, einem der brutalsten SS-Männer des Lagers, derart zusammengeschlagen, dass eine ihrer Nieren dauerhaft geschädigt wurde und nach dem Krieg entfernt werden musste. Sie lag deswegen nach dem Zweiten Weltkrieg fünf Monate lang in einem Krankenhaus. 
Sie konnte während des Aufstands von Sobibór fliehen. In ihrem Geburtsort erhielt sie eine Geburtsurkunde einer Bekannten und meldete sich unter falschem Namen freiwillig zur Arbeit in Deutschland. So gelangte sie nach Frankfurt, wo sie unter falscher Identität als Kindermädchen in einer deutschen Familie arbeitete. Sie heiratete am 24. Dezember 1945 den polnischen Soldaten Kazimierz Zielinski. Sie emigrierte mit ihrem Mann am 3. August 1949 nach Sydney in Australien.
Später lebte sie in Brighton im Bundesstaat Victoria in Australien und berichtete zahlreichen Schulklassen über ihre Erlebnisse in Sobibor.

## Überlebende Frauen
Es überlebten lediglich 47 Personen das Vernichtungslager Sobibor. Unter den Überlebenden waren am Ende des Zweiten Weltkriegs die Frauen:
- Hella Felenbaum-Weiss
- Eda Lichtman (geb. Fischer)
- Zelda Metz-Kelbermann
- Estera Raab
- Ursula Stern (verh. Ilona Safran)
- Selma Wijnberg (verh. Engel)